# Myrmeleon (Myrmeleon) cephalicus
Myrmeleon (Myrmeleon) cephalicus is een insect uit de familie van de mierenleeuwen (Myrmeleontidae), die tot de orde netvleugeligen (Neuroptera) behoort. 
Myrmeleon (Myrmeleon) cephalicus is voor het eerst wetenschappelijk beschreven door Navás in 1911.